# Centrum pro výzkum veřejného mínění
Centrum pro výzkum veřejného mínění (CVVM) je výzkumným oddělením Sociologického ústavu AV ČR. Jeho historie sahá do roku 1946, kdy jako součást Ministerstva informací začal fungovat Československý ústav pro výzkum veřejného mínění. Současné Centrum vzniklo v roce 2001 převedením svého předchůdce (IVVM) z Českého statistického úřadu do Sociologického ústavu Akademie věd ČR.

## Výzkum
Hlavním výzkumným projektem je Naše společnost, v jehož rámci je prováděno deset šetření ročně. Jedná se o průzkum veřejného mínění na reprezentativním vzorku české populace od 15 let, kterého se zpravidla účastní minimálně 1000 respondentů. Do šetření jsou pravidelně řazena politická, ekonomická i další obecně společenská témata. Jsou využívány jak opakované otázky, které umožňují sledovat vývoj zkoumaných jevů, tak náměty nové, reagující na aktuální dění. Díky dlouhodobému a kontinuálnímu charakteru je tento vědecký projekt zkoumání veřejného mínění v České republice ojedinělý a jeho výstupy jsou cenným a pravidelně využívaným materiálem nejen pro odbornou veřejnost, nýbrž také pro studenty nebo žurnalisty.
Kromě pravidelných šetření projektu Naše společnost provádí CVVM speciální výzkumy pro další oddělení Sociologického ústavu a pro vnější zadavatele z řad institucí státní správy či výzkumných organizací a univerzit, včetně zahraničních. CVVM se také podílí na mezinárodní spolupráci agentur pro výzkum veřejného mínění Central European Opinion Research Group (CEORG) a v letech 2001–2004 participovalo na výzkumném projektu Evropské komise – Eurobarometr.
CVVM pravidelně prezentuje svou práci formou tiskových informací a několikrát ročně pořádá tiskové konference k aktuálním tématům. Součástí popularizační činnosti je i pravidelné vystupování v médiích. Široké veřejnosti je k dispozici archiv obsahující tiskové zprávy od roku 1990. V rámci jednoho z projektů byl zpracován také archiv závěrečných zpráv z výzkumů Ústavu pro výzkum veřejného mínění (a jeho následovníka IVVM) od konce 60. let až roku 1999. Kopie jsou veřejně zpřístupněny v knihovně Sociologického ústavu, knihovně Akademie věd a v Národní knihovně. Datové soubory s výsledky výzkumů jsou předávány do Sociologického datového archivu, který je dále poskytuje k vědeckým a studijním účelům.
CVVM také pravidelně zveřejňuje volební preference politických stran a tyto preference jsou jedny z nejrespektovanějších širokou veřejností.[zdroj?] Zároveň jsou velmi blízko reálným ziskům politických stran ve volbách.[zdroj?]
Pravidelným odborně zaměřeným výstupem je bulletin Naše společnost, který obsahuje stati čerpající z výsledků výzkumů veřejného mínění; završením jednoho z grantových projektů je publikace České veřejné mínění: výzkum a teoretické souvislosti.